# Leiophron orchesiae
Leiophron orchesiae är en stekelart som beskrevs av Curtis 1833. Leiophron orchesiae ingår i släktet Leiophron och familjen bracksteklar. Inga underarter finns listade i Catalogue of Life.